# Dương Huyền Cảm
Dương Huyền Cảm (chữ Hán: 楊玄感, bính âm: Yáng Xuángǎn; ?-613) là tướng nhà Tùy trong lịch sử Trung Quốc. Ông đã nổi dậy chống triều đình Tùy Dạng Đế nhưng cuối cùng bị thất bại trước khi nhà Tùy sụp đổ.

## Thân thế
Dương Huyền Cảm là con danh tướng Dương Tố nhà Tùy. Dương Huyền Cảm có ngoại hình và tính cách giống cha: thân hình cao lớn, khôi ngô tuấn tú và bộ râu đẹp, nhưng tính tình kiêu ngạo.
Hồi nhỏ ông tỏ ra là cậu bé không thông minh nên nhiều người chê, chỉ có Dương Tố hiểu con và cho rằng Dương Huyền Cảm không kém cỏi.

## Tướng nhà Tùy
Huyền Cảm là con nhà võ, lớn lên học cưỡi ngựa bắn cung. Nhờ công lao và uy tín của cha đối với nhà Tùy, Dương Huyền Cảm được Tùy Văn đế thăng hẳn lên làm Trụ quốc, hàm nhị phẩm trong triều đình không cần qua các bậc dưới dưới; khi vào triều hai cha con đứng ngang hàng. Các sử gia cho rằng đây là trường hợp hiếm có trong lịch sử khi con được hưởng tước phẩm ngang với cha ngay khi cha còn sống.
Sau đó Huyền Cảm được Tùy Văn đế phong làm thứ sử Sính châu. Khi tới nhiệm sở, Huyền Cảm bố trí những người thân thiết làm tai mắt theo dõi các quan cấp dưới, qua đó biết được ai liêm khiết, ai tham lam, ai lười biếng. Vì vậy khi hỏi tới vụ việc, cấp dưới của ông đều không dám giấu. Công việc thuận lợi, ông được cấp dưới và nhân dân trong vùng tín nhiệm. Một thời gian sau, ông được điều đi làm Thứ sử Tống châu.
Năm 604, Tùy Văn Đế mất, Tùy Dạng Đế lên thay. Năm 606, Dương Tố qua đời, Dạng Đế phong Huyền Cảm làm Hồng lô khanh, tập tước Sở quốc công của cha, đồng thời giữ chức Lễ bộ Thượng thư.

## Chống nhà Tùy

### Hoãn khởi sự
Dương Huyền Cảm yêu thích văn học nên nhiều người lui tới nhà ông. Nhà Huyền Cảm làm quan lớn nhiều đời nên các tướng sĩ và quan lại nhiều người quen biết ông từ nhỏ. Vây cánh của họ Dương rất lớn khiến Tùy Dạng Đế lo ngại. Khi còn sống, Dương Tố đã nhiều lần tỏ ra chuyên quyền khiến Dạng Đế không bằng lòng, từng nói ra miệng rằng nếu Dương Tố không chết thì sẽ có ngày bị tru di tam tộc. Điều đó khiến Dương Huyền Cảm lo sợ, ông chủ định sớm hành động trước, nuôi ý định phế Dạng Đế để lập Tần vương Dương Hạo (cháu nội Văn Đế -con hoàng tử thứ ba của Văn Đế là Dương Tuấn).
Năm 610, Tùy Dạng Đế mang quân đánh Thổ Cốc Hồn, Dương Huyền Cảm đi theo. Các tướng Trương Định Hòa, Lương Mặc, Lê Quỳnh đều tử trận. Giữa mùa đông lạnh, nhiều quân sĩ bị chết rét. Dương Huyền Cảm muốn nhân lúc này khởi phát binh biến nhưng chú ông là Dương Thận can ngăn lại, cho rằng mọi người tuy khổ nhưng vẫn chưa có ý phản nhà Tùy. Vì vậy Huyền Cảm chưa khởi sự.

### Khởi binh
Năm 613, Tùy Dạng Đế lại khởi đại binh đi đánh Cao Câu Ly, sai Huyền Cảm đốc thúc, vận chuyển binh lương ở Lê Dương. Do nhà Tùy liên tiếp phát động chiến tranh với quy mô lớn, nhân dân nhiều nơi oán thán. Dương Huyền Cảm bàn với Vũ bôn trung lang tướng Vương Trọng Bá, Cấp quận tán trị Triệu Hoài Nghĩa cố ý trì hoãn việc vận lương để cho quân viễn chinh bị đói. Tùy Dạng Đế sai người đến giục, Huyền Cảm thác cớ trên đường đi có nhiều cướp, không thể đưa đi từng phần mà phải chờ khi gom đủ đưa đi một thể. Ông còn bí mật sai người triệu em là Dương Huyền Tung và thủ hạ Vũ Văn Thạc đang theo quân viễn chinh của Dạng Đế trốn về.
Lúc đó các cánh quân chủ lực khác của nhà Tùy do Lại Hộ Nhi chỉ huy sắp lên đường theo Tùy Dạng Đế, còn Vũ Văn Thuật đã tới Liêu Đông. Dương Huyền Cảm bèn phao tin Lai Hộ Nhi xuất quân không đúng kỳ hạn để làm phản, còn mình nhân danh đánh dẹp. Nhân đó Huyền Cảm mang quân vào chiếm thành Lê Dương, bắt dân Lê Dương sung thêm vào lính. Đồng thời, ông gửi thư tới các châu quận xung quanh, lấy danh nghĩa thảo phạt Lai Hộ Nhi, lệnh cho họ xuất quân ủng hộ, tập kết tại Thương Sở chờ lệnh.
Mưu sĩ Lý Mật bày kế cho Dương Huyền Cảm rằng:
Thượng sách là mang quân chặn đứng đường về và cắt lương thực của quân Tùy; vua Tùy bị quân Cao Câu Ly chặn trước mặt sẽ không còn đường lui tiến; trung sách là về tây đánh chiếm Trường An, giữ vững chỗ hiểm và dần dần tính việc bình thiên hạ; hạ sách là đánh chiếm Lạc Dương, kêu gọi bốn phương hưởng ứng.
Huyền Cảm mong mau chóng thành công, bèn chọn hạ sách. Ông giao cho Triệu Hoài Nghĩa làm thứ sử Vệ châu, Nguyên Vũ Bản làm thứ sử Lệ châu, Đường Y làm thứ sử Hoài châu, mang 1 vạn quân đánh Lạc Dương.

### Đánh Lạc Dương, thắng Vệ Huyền
Đường Y đi đến Hà Nội, chạy vào thành báo hết tình hình Dương Huyền Cảm làm phản với Dân bộ Thượng thư Phàn Tử Cái. Tử Cái nghe báo vội bố trí lực lượng phòng thủ ở Lạc Dương.
Dương Huyền Cảm tiến đến ải Lâm Thanh, bị dân huyện Tu Vũ giữ ải không cho đi. Ông bèn chuyển đường từ phía nam Cấp huyện qua sông lớn và chính thức dương cờ chống nhà Tùy. Rất nhiều người chán ghét nhà Tùy nên coi ông là cứu tinh, nhiệt liệt ra đón rước và hưởng ứng theo, trong mấy ngày đã có hơn 10 vạn quân. Huyền Cảm mang quân vây chặt thành Lạc Dương.
Nghĩ tới quan hệ bạn bè với Phàn Tử Cái, Huyền Cảm sai người đưa thư vào thành kể tội Dạng Đế, khuyên Tử Cái đầu hàng. Phàn Tử Cái không nghe, bố phòng nghiêm ngặt để cố thủ. Hai bên giằng co, các tướng Tùy trong thành là Hàn Thế Ngạc (con Hàn Cầm Hổ), hoàng thân Dương Cung Đạo và Lai Uyên (con Lai Hộ Nhi) và Bùi Sảng đều ra hàng. Dương Huyền Cảm bèn thu dụng và phong chức cho họ.
Nghe tin Lạc Dương cáo cấp, Thượng thư Bộ Hình là Vệ Huyền mang vài vạn quân từ Quan Trung qua sông Giản ra cứu. Thấy viện binh tới, Huyền Cảm giả cách bại trận, Vệ Huyền thúc quân đuổi theo. Lúc đó Huyền Cảm mới đổ phục binh ra đánh, tiêu diệt cánh quân tiên phong của Vệ Huyền. Mấy ngày sau, quân chủ lực của Vệ Huyền kéo đến, Huyền Cảm lại sai quân hô to:
Quân triều đình bắt được Huyền Cảm rồi!
Quân Vệ Huyền tưởng thật, không có ý chí đánh nhau nữa. Huyền Cảm tung mấy ngàn quân kỵ ra đánh bất ngờ, Vệ Huyền thua tan tác. Huyền Cảm bắt được 8000 quân Tùy.
Do Dương Huyền Cảm dũng mãnh đi đầu chiến trận, khẩu khí lớn, thường hét vang ngoài chiến trường khiến nhiều người run sợ nên ông được ví với Tây Sở bá vương Hạng Vũ. Huyền Cảm thương sĩ tốt, khéo lấy lòng họ nên quân sĩ rất cảm phục ông. Vệ Huyền thu thập hết tàn quân cố đánh nhau với Huyền Cảm. Trong khi Huyền Cảm đang đánh hăng, một ngày đụng độ Vệ Huyền 10 trận thì em ông là Dương Huyền Đĩnh bị trúng tên tử trận. Dương Huyền Cảm thương em, chán nản tạm ngưng chiến. Phàn Tử Cái nhân đó mang quân ra tập kích, giết được vài trăm quân của ông.

### Thất bại
Nghe tin Dương Huyền Cảm khởi binh, Tùy Dạng Đế rất kinh ngạc, vội điều Vũ Văn Thuật từ Liêu Đông trở về, Khuất Đột Thông đóng giữ Hà Dương, để Hổ Bôn lang tướng Trần Lăng đánh Nguyên Vũ Bản tại Lê Dương, Lai Hộ Nhi mang quân thủy trở về, cùng bao vây Huyền Cảm.
Dương Huyền Cảm nghe tin các cánh quân kéo tới, bèn hỏi kế Lý Tử Hùng. Tử Hùng khuyên ông chặn sông không cho Khuất Đột Thông đi qua để chia cắt cánh quân này với Vệ Huyền và Phàn Tử Cái. Huyền Cảm nghe theo, bèn điều quân đi chặn cửa sông.
Phàn Tử Cái đoán biết ý định của ông, bèn mang quân luân phiên quấy rối doanh trại Dương Huyền Cảm khiến doanh trại bị rối loạn, ông không thể điều quân đi. Nhân đó Khuất Đột Thông có thời gian qua sông, đóng tại Phá Lăng.
Dương Huyền Cảm bất đắc dĩ phải chia quân làm hai, một nửa chống Vệ Huyền, nửa kia chống Khuất Đột Thông. Cùng lúc, Tử Cái lại mang quân khiêu chiến, Huyền Cảm ra đánh mấy lần đều bị thua. Lý Tử Hùng khuyên ông chạy vào Quan Lũng, mở kho thóc Vĩnh Phong để phát cho dân nhằm lấy lòng người, chiếm Tam Phụ. Huyền Cảm nghe theo, bèn bỏ Lạc Dương chạy về phía tây. Gia tộc họ Dương ở Trường An cũng kéo ra làm hướng đạo cho quân Huyền Cảm tây tiến. Vũ Văn Thuật mang quân đuổi phía sau.
Dương Huyền Cảm tiến đến Hoằng Nông Cung, được tin dân chúng cho biết tại đây lương thực đầy đủ, có thể đánh chiếm. Huyền Cảm bèn ngừng tây tiến, mang quân đánh thành. Trong 3 ngày công phá không hạ được thành, quân Tùy sắp đuổi đến nơi. Huyền Cảm bèn bỏ Hoằng Nông Cung chạy về phía tây, đến Văn Hương bày trận dài 50 dặm ở Bàn Đậu. Quân Tùy kéo tới đánh bại Huyền Cảm.
Dương Huyền Cảm vừa lui vừa đánh, bị thua liền 3 trận, lại lui về Đổng Nguyên Đỗ bày trận lớn nữa để đối địch. Tuy nhiên trận này Huyền Cảm lại thua nữa, còn lại hơn 10 kị binh chạy vào rừng. Đang lúc muốn chạy về Thường Lạc thì quân triều đình đuổi tới. Huyền Cảm thét một tiếng lớn, quân Tùy sợ hãi lùi cả lại. Huyền Cảm cùng em là Dương Tích Thiện chạy đến Hà Lô Mậu thì chỉ còn lại 2 anh em, cùng nhau chạy bộ.
Hai anh mệt rã rời, Huyền Cảm biết không thoát được, liền bảo Tích Thiện giết mình, không để quân Tùy bắt. Quân Tùy sắp đến nơi, Tích Thiện liền vung dao chém đầu Huyền Cảm. Tích Thiện giết anh xong, định nằm xuống bên cạnh để tự sát thì quân Tùy đuổi tới nơi, bắt sống Tích Thiện và giết chết.
Cuộc nổi dậy chống nhà Tùy của Dương Huyền Cảm hoàn toàn thất bại. Sau này mưu sĩ Lý Mật của Huyền Cảm cũng nổi dậy tham gia lật đổ nhà Tùy.